# 2018–2019-es magyar labdarúgókupa
A 2018–2019-es magyar labdarúgókupa a területi selejtezőkkel már 2018 nyarán megkezdődött. A területi selejtezők győztesei a megyei, a megyei selejtezők győztesei pedig az országos főtáblára jutottak. Az NB II-es együttesek többsége a második fordulóban, az élvonalbeli együttesek többsége a harmadik körben kapcsolódott be a versengésbe. Ez volt a kupa 79. kiírása, a győztes a MOL Vidi csapata lett, története során második alkalommal.

## Lebonyolítás
A 6. fordulóban a 2018–2019. évi első- és másodosztályú bajnokságban szereplő 32 csapat kiemelt, a fordulók sorsolásakor nem kerülhetnek egymással párosításra, továbbá területi kiemelés sincs.
A nyolcaddöntők – vagyis a kilencedik forduló –, a negyeddöntők, valamint az elődöntők párharcai már két meccsen dőlnek el, míg a 2019. május 25-re, szerdára kiírt döntő a Groupama Arénában rendezték meg.
|                                             | A szakaszban bekapcsolódó csapatok | Az előző forduló továbbjutói                                                                   |
| ------------------------------------------- | --- | ---------------------------------------------------------------------------------------------- |
| 1. forduló                                  | A megyei és budapesti igazgatóságok által lebonyolított selejtezők |                                                                                                |
| 2. forduló                                  | A megyei és budapesti igazgatóságok által lebonyolított selejtezők | - A megyei és budapesti igazgatóságok által lebonyolított 1. forduló mérkőzéseinek továbbjutói |
| 3. forduló                                  | A megyei és budapesti igazgatóságok által lebonyolított selejtezők | - A megyei és budapesti igazgatóságok által lebonyolított 2. forduló mérkőzéseinek továbbjutói |
| 4. forduló                                  | A megyei és budapesti igazgatóságok által lebonyolított selejtezők | - A megyei és budapesti igazgatóságok által lebonyolított 3. forduló mérkőzéseinek továbbjutói |
| 5. forduló                                  | A megyei és budapesti igazgatóságok által lebonyolított selejtezők | - A megyei és budapesti igazgatóságok által lebonyolított 4. forduló mérkőzéseinek továbbjutói |
| 6. forduló(főtábla 1. forduló) (128 csapat) | - 12 csapat a 2018–19. évi NB I-es bajnokságból - 20 csapat a 2018–19. évi NB II-es bajnokságból - 41 csapat a 2018–19. évi NB III-as bajnokságból, az NB I-es és NB II-es sportszervezetek tartalékcsapatainak kivételével - 55 csapat a területi selejtezőkből (a megyei és budapesti igazgatóságok által lebonyolított selejtezők) | - A megyei és budapesti igazgatóságok által lebonyolított 5. forduló mérkőzéseinek továbbjutói |
| 7. forduló(főtábla 2. forduló) (64 csapat)  | | - 64 továbbjutó a 6. fordulóból                                                                |
| 8. forduló(főtábla 3. forduló) (32 csapat)  | | - 32 továbbjutó a                                                                              |
| 9. forduló – Nyolcaddöntő (16 csapat)       | | - 16 továbbjutó a                                                                              |
| 10. forduló – Negyeddöntő (8 csapat)        | - 8 továbbjutó |                                                                                                |
| 11. forduló – Elődöntő (4 csapat)           | - 4 továbbjutó |                                                                                                |
| 12. forduló – Döntő (2 csapat)              | - 2 továbbjutó |                                                                                                |

## 6. forduló (főtábla 1. forduló)
A főtábla első fordulójában az alsóbb osztályú csapatok voltak a pályaválasztók és egy mérkőzésen dőlt el a továbbjutás. A mérkőzések napja szeptember 22. és 23. volt.
| 1. csapat                        | Eredmény   | 2. csapat                            |
| -------------------------------- | ---------- | ------------------------------------ |
| 2018. szeptember 22.             |            |                                      |
| Szegedi VSE (megye I)            | 0–2        | Ferencvárosi TC                      |
| Bátaszék (megye I)               | 1–7        | Újpest FC                            |
| BKV Előre SC (NB III)            | 1–2        | Debreceni VSC                        |
| Komáromi VSE (NB III)            | 1–3        | Puskás Akadémia FC                   |
| Tállya KSE (NB III)              | 0–8        | MTK Budapest                         |
| Siklós (megye I)                 | 0–5        | Paksi FC                             |
| Fővárosi Vízművek SK (BLSZ I)    | 0–5        | Mezőkövesd Zsóry FC                  |
| Fegyvernek VSE (megye I)         | 0–6        | Monor (NB II)                        |
| 1908 SZAC Budapest (Budapest I)  | 0–3        | Békéscsaba 1912 Előre (NB II)        |
| Hódmezővásárhely (NB III)        | 1–3        | Vác FC (NB II)                       |
| Körösladányi MSK (megye I)       | 2–8        | Budaörsi SC (NB II)                  |
| Nyírbátor (NB III)               | 0–3        | Nyíregyháza Spartacus FC (NB II)     |
| Király SZE (megye I)             | 0–3        | Kaposvári Rákóczi FC (NB II)         |
| Kozármisleny (NB III)            | 0–4        | ETO FC Győr (NB II)                  |
| Berkenye SE (megye I)            | 0–5        | Duna Aszfalt TVSE (NB II)            |
| Sárrétudvari KSE (megye I)       | 0–1        | Zalaegerszegi TE (NB II)             |
| Fűzfői AK (megye I)              | 0–5        | Soroksár SC (NB II)                  |
| Putnok (NB III)                  | 0–2        | Aqvital FC Csákvár (NB II)           |
| Szeged-Grosics Akadémia (NB III) | 0–1        | BFC Siófok (NB II)                   |
| Pécsi MFC (NB III)               | 1–2        | Kazincbarcikai SC (NB II)            |
| Szekszárdi UFC (NB III)          | 1–1 t. 4–3 | Dorogi FC (NB II)                    |
| Lipót Pékség SE (megye I)        | 3–2        | Kecskeméti TE (NB III)               |
| Dunaharaszti MTK (NB III)        | 0–1        | Szentlőrinc SE (NB III)              |
| Edelényi FC (megye I)            | 1–6        | Sárvári FC (NB III)                  |
| Csesztreg (megye I)              | 0–4        | Makó FC (NB III)                     |
| Ikarus-Maroshegy (megye I)       | 0–2        | Taksony SE (NB III)                  |
| Tiszasziget SE (megye I)         | 1–3        | Termálfürdő FC Tiszaújváros (NB III) |
| Nagyatádi FC (megye I)           | 1–2        | Pénzügyőr (NB III)                   |
| Nagykanizsa (NB III)             | 0–1        | Iváncsa (NB III)                     |
| PTE-PEAC (megye I)               | 1–4        | FC Ajka (NB III)                     |
| RKSK (NB III)                    | 1–1 t. 6–7 | THSE-Szabadkikötő (NB III)           |
| Felsőtárkány (megye I)           | 1–3        | Ménfőcsanak (NB III)                 |
| Gesztelyi FCE (megye I)          | 0–1        | Sajóbábony SE (NB III)               |
| BVSC-Zugló (BLSZ II)             | 0–1        | Érdi VSE                             |
| Viadukt SE-Biatorbágy (megye I)  | 4–2        | Balatonfüred (megye I)               |
| Technoroll Teskánd KSE (megye I) | 3–0        | Mezőfalva Medosz SE (megye I)        |
| Tiszafüred (megye I)             | 0–2        | Dabas-Gyón FC (megye I)              |
| Schott Lukácsháza (megye I)      | 1–4        | Balassagyarmati VSE (megye I)        |
| Kecskeméti LC (megye II)         | 0–1        | Körmendi FC (megye I)                |
| Úrkút Sportkör (megye I)         | 1–1 t. 3–4 | Balatonlelle (megye I)               |
| Tatabányai SC (megye I)          | 3–2        | Hajdúböszörményi TE (megye I)        |
| 2018. szeptember 23.             |            |                                      |
| Bőny SE (megye II)               | 0–6        | Budapest Honvéd FC                   |
| Cigánd SE (NB III)               | 0–2        | Mol Vidi                             |
| Szolnoki MÁV FC (NB III)         | 0–1        | Kisvárda FC                          |
| Csepel FC (NB III)               | 0–2        | Haladás                              |
| ESMTK (NB III)                   | 1–3 hu.    | Diósgyőri VTK                        |
| Bonyhád VLC (megye I)            | 0–3        | Budafoki MTE (NB II)                 |
| Gyöngyöshalász SE (megye I)      | 1–5        | Gyirmót FC Győr (NB II)              |
| Nagykőrösi Kinizsi (megye I)     | 1–4        | Vasas (NB II)                        |
| SZEOL SC (NB III)                | 2–0        | Balmazújvárosi FC (NB II)            |
| FC Hatvan (megye I)              | 0–1        | Ceglédi VSE (NB II)                  |
| Jászberényi FC (NB III)          | 2–1        | Mosonmagyaróvári TE (NB II)          |
| Öttevényi TC (megye I)           | 0–1        | Gyöngyösi AK (NB III)                |
| Balkányi SE (megye I)            | 1–3        | TARR Andráshida SC (NB III)          |
| Jánoshalmi FC (megye I)          | 2–3        | Füzesgyarmati SK (NB III)            |
| Eger SE (NB III)                 | 0–5        | Dunaújváros (NB III)                 |
| Szarvasi FC (megye I)            | 5–4 hu.    | Debreceni EAC (NB III)               |
| Tordas SE (megye I)              | 3–3 t. 5–6 | Sényő (NB III)                       |
| Hévíz SK (megye I)               | 2–4        | Pápai Perutz FC (NB III)             |
| Dabas (NB III)                   | 1–0        | Salgótarjáni BTC (NB III)            |
| Jánossomorja (megye I)           | 0–4        | III. kerületi TVE (NB III)           |
| Kalocsai FC (megye I)            | 1–0        | Ibrány SE (megye I)                  |
| Oroszlányi SZE (megye I)         | 1–0        | Ózdi FC (megye I.)                   |
| Sárisápi Bányász SE (megye I)    | 0–1        | Vecsési FC (megye I)                 |

## 7. forduló (főtábla 2. forduló)
A főtábla második fordulójában is egy mérkőzésen dőlt el a továbbjutás. A mérkőzések napja október 30. és 31. volt.
| 1. csapat                        | Eredmény | 2. csapat                            |
| -------------------------------- | -------- | ------------------------------------ |
| 2018. október 30.                |          |                                      |
| Zalaegerszegi TE FC (NB II)      | 0–2      | Diósgyőri VTK                        |
| 2018. október 31.                |          |                                      |
| Sárvár FC (NB III)               | 0–4      | Ferencvárosi TC                      |
| Vác FC (NB II)                   | 1–3      | Mol Vidi FC                          |
| Szarvasi FC (megye I)            | 1–3      | Szombathelyi Haladás                 |
| Gyöngyösi AK (NB III)            | 0–4      | Kisvárda FC                          |
| Vecsési FC (megye I.)            | 0–5      | MTK Budapest FC                      |
| Technoroll Teskánd KSE (megye I) | 0–3      | Debreceni VSC                        |
| Ménfőcsanak ESK (NB III)         | 0–1      | Mezőkövesd Zsóry FC                  |
| Aqvital FC Csákvár (NB II)       | 1–2      | Paksi FC                             |
| Dunaújváros (NB III)             | 0–2      | Puskás Akadémia FC                   |
| Jászberényi FC (NB III)          | 0–1      | Budapest Honvéd FC                   |
| ETO FC Győr (NB II)              | 2–3 hu.  | Újpest FC                            |
| Kazincbarcikai SC (NB II)        | 2–4      | Vasas FC                             |
| III. kerületi TVE (NB III)       | 2–1      | Gyirmót FC Győr (NB II)              |
| Érdi VSE (NB III)                | 2–1 hu.  | BSS Monor (NB II)                    |
| Lipót Pékség SE (megye I)        | 2–4      | FC Ajka (NB III)                     |
| FC Dabas (NB III)                | 0–1      | Duna Aszfalt Tiszakécske VSE (NB II) |
| Budaörsi SC (NB II)              | 5–0      | Ceglédi VSE (NB II)                  |
| Sényő (NB III)                   | 2–1      | Makó FC (NB III)                     |
| Dabas-Gyón FC (megyei I)         | 0–1      | Pénzügyőr SE (NB III)                |
| Balassagyarmati VSE (megyei I)   | 1–3      | Taksony SE (NB III)                  |
| Szekszárdi UFC (NB III)          | 1–3      | Budafoki MTE                         |
| Iváncsa KSE (NB III)             | 1–0      | Pápai Perutz FC (NB III)             |
| Viadukt SE-Biatorbágy (megye I)  | 0–4      | Szentlőrinc SE (NB III)              |
| Balatonlelle SE (megye I.)       | 0–2      | Termálfürdő FC Tiszaújváros (NB III) |
| Füzesgyarmati SK (NB III)        | 2–0      | THSE-Szabadkikötő (NB III)           |
| Oroszlányi SZE (megye I)         | 2–6 hu.  | Sajóbábony VSE (NB III)              |
| Tarr Andráshida SC (NB III)      | 1–0      | Nyíregyháza Spartacus FC (NB II)     |
| Körmendi FC (megyei I)           | 0–7      | Soroksár SC (NB II)                  |
| Kalocsai FC (megye I)            | 0–1      | BFC Siófok (NB II)                   |
| SZEOL SC (NB III)                | 1–2      | Kaposvári Rákóczi FC (NB II)         |
| Tatabányai SC (megyei I)         | 0–2      | Békéscsaba 1912 Előre (NB II)        |

## 8. forduló (főtábla 3. forduló)
A főtábla második fordulójában is egy mérkőzésen dőlt el a továbbjutás. A mérkőzések napja december 4. és 5. volt.
| 1. csapat                            | Eredmény   | 2. csapat                            |
| ------------------------------------ | ---------- | ------------------------------------ |
| 2018. december 4.                    |            |                                      |
| Pénzügyőr SE (NB III)                | 0–6        | Puskás Akadémia FC                   |
| Szentlőrinc SE (NB III)              | 1–4        | Kisvárda FC                          |
| III. Kerületi TVE (NB III)           | 0–6        | Mezőkövesd Zsóry FC                  |
| Sajóbábony VSE (NB III)              | 0–1        | Taksony SE (NB III)                  |
| Vasas FC (NB II)                     | 1–2        | Debreceni VSC                        |
| 2018. december 5.                    |            |                                      |
| Sényő (NB III)                       | 0–4        | Ferencvárosi TC                      |
| Budaörsi SC (NB II)                  | 5–3        | Diósgyőri VTK                        |
| Termálfürdő FC Tiszaújváros (NB III) | 0–4        | Budapest Honvéd FC                   |
| Iváncsa KSE (NB III)                 | 2–4        | Szombathelyi Haladás                 |
| Érdi VSE (NB III)                    | 0–0 t. 3–4 | Tarr Andráshida SC (NB III)          |
| Füzesgyarmati SK (NB III)            | 0–1        | Duna Aszfalt Tiszakécske VSE (NB II) |
| Soroksár SC (NB II)                  | 2–0        | Békéscsaba 1912 Előre (NB II)        |
| FC Ajka (NB III)                     | 2–1        | MTK Budapest FC                      |
| Budafoki MTE (NB II)                 | 1–2        | Mol Vidi FC                          |
| BFC Siófok (NB II)]                  | 2–2 t. 5–6 | Paksi FC                             |
| Kaposvári Rákóczi FC (NB II)         | 1–0        | Újpest FC                            |

## Nyolcaddöntő
A nyolcaddöntőben már két mérkőzésen, oda-visszavágós rendszerben dőlt el a továbbjutás. A mérkőzések napja február 19. és 20., illetve február 26. volt.
| 1. csapat                        | Össz. | 2. csapat                    | 1. mérk. | 2. mérk. |
| -------------------------------- | ----- | ---------------------------- | -------- | -------- |
| 2019. február 19. és 20., 26.    |       |                              |          |          |
| FC Ajka (NB III)                 | 3–4   | Debreceni VSC                | 2–3      | 1–1      |
| Soroksár SC (NB II)              | 4–2   | Andráshida (NB III)          | 3–2      | 1–0      |
| Budaörsi SC (NB II)              | 2–1   | Kaposvári Rákóczi FC (NB II) | 2–1      | 0–0      |
| Duna Aszfalt Tiszakécske (NB II) | 1–2   | Budapest Honvéd FC           | 0–1      | 1–1      |
| Taksony SE (NB III)              | 0–4   | MOL Vidi FC                  | 0–1      | 0–3      |
| Puskás Akadémia FC               | 4–3   | Paksi FC                     | 1–2      | 3–1      |
| Mezőkövesd Zsóry FC              | 1–0   | Szombathelyi Haladás         | 0–0      | 1–0      |
| Ferencvárosi TC                  | 3–1   | Kisvárda FC                  | 2–0      | 1–1      |

## Negyeddöntő
A negyeddöntőben is két mérkőzésen, oda-visszavágós rendszerben dőlt el a továbbjutás. A mérkőzések napja március 12. és 13,. illetve április 2. és 3. volt.
| 1. csapat                              | Össz.      | 2. csapat          | 1. mérk. | 2. mérk. |
| -------------------------------------- | ---------- | ------------------ | -------- | -------- |
| 2019. március 12., 13., április 2., 3. |            |                    |          |          |
| Debreceni VSC                          | 3–1        | Mezőkövesd         | 1–0      | 2–1      |
| Budaörsi SC (NB II)                    | 3–6        | Budapest Honvéd FC | 1–2      | 2–4      |
| Puskás Akadémia FC                     | 2–2 t. 4–5 | Soroksár (NB II)   | 1–1      | 1–1      |
| Ferencvárosi TC                        | 1–4        | MOL Vidi FC        | 1–2      | 0–2      |

## Elődöntő
Az elődöntőben is két mérkőzésen, oda-visszavágós rendszerben dőlt el a továbbjutás. A mérkőzések napja április 16. és 17., illetve április 23. és 24. volt.
| 1. csapat                     | Össz. | 2. csapat           | 1. mérk. | 2. mérk. |
| ----------------------------- | ----- | ------------------- | -------- | -------- |
| 2019. április 16, 17, 23, 24. |       |                     |          |          |
| MOL Vidi FC                   | 4–0   | Debreceni VSC       | 1–0      | 3–0      |
| Budapest Honvéd FC            | 5–1   | Soroksár SC (NB II) | 2–1      | 3–0      |

## Döntő
A döntő egy mérkőzésen dőlt el, amelyet május 25-én a Groupama Arénában rendeztek meg.
| 2019. május 25., szombat 19:30 (tv: M4 Sport) |

| Budapest Honvéd FC | 1 – 2                         | MOL Vidi FC                           |
| ------------------ | ----------------------------- | ------------------------------------- |
| Holender (1–0) 14' | (1 – 0) Jegyzőkönyv Részletek | 79' (1–1) Šćepović 90+1' (1–2) Hadžić |

| Groupama Aréna, Budapest Nézőszám: 12 777 Játékvezető: Iványi Zoltán (magyar) |

A MOL Vidi FC MK-ban szerepelt játékosai: Kovácsik Ádám, Tomáš Tujvel – Berecz Zsombor, Elek Ákos, Fiola Attila, Futács Márkó, Anel Hadžić, Elvir Hadžić, Armin Hodžić, Hangya Szilveszter,Huszti Szabolcs, Juhász Roland, Kovács István, Georgi Milanov, Loïc Nego, Boban Nikolov, Pátkai Máté, Marko Šćepović, Stopira, Tamás Krisztián, Tóth Bence, Paulo Vinícius